# Techint
Techint — аргентинський конгломерат, заснований в Мілані в 1945 році італійським промисловцем Агостіно Роккою та головним офісом у Мілані (Італія) та Буенос-Айресі (Аргентина). Станом на 2019 рік група Techint складається з шести основних компаній у таких сферах бізнесу: машинобудування, будівництво, металургія, видобуток корисних копалин, нафта та газ, промислові заводи, охорона здоров'я. Techint зі своїми дочірніми компаніями є найбільшою компанією з виробництва сталі в Аргентині. Techint заявляє, що є найбільшим у світі виробником безшовних сталевих труб, які в основному використовуються в нафтовій промисловості.

## Історія
Агостіно Рокка, керівник Ansaldo, а згодом Dalmine та SIAC (металургійна та металургійна промисловість) заснували Compagnia Tecnica Internazionale (італійська «Технічна міжнародна компанія») у вересні 1945 року, але свою основну діяльність розвивали у всьому світі. Оригінальна назва компанії була змінена після на Techint, її скорочений телексний код.
Компанія почала надавати інженерні послуги все більшій кількості клієнтів у Латинській Америці — туди, куди Агостіно Рокка їздив після Другої світової війни — та Європі. Незабаром відбулася будівельна діяльність: першим великим проектом Techint Engineering and Construction (E&C) стала мережа трубопроводів великого діаметру в Аргентині та Бразилії.
Отримавши контракт на будівництво газопроводу протяжністю 1600 км (1000 миль) від Комодоро Рівадавії до Буенос-Айреса в 1949 році президентом Хуаном Пероном, Techint став провідним урядовим підрядником під час амбіційної інфраструктурної програми Перона в Аргентині. Створивши дочірні компанії в Бразилії (1947), Чилі (1951) та Мексиці (1954), компанія відкрила свій перший завод безшовних сталевих труб у Кампані, в 1954; у 1969 р. завод «Енсенада» компанії Techint став єдиним аргентинським виробником холоднокатаної сталі.

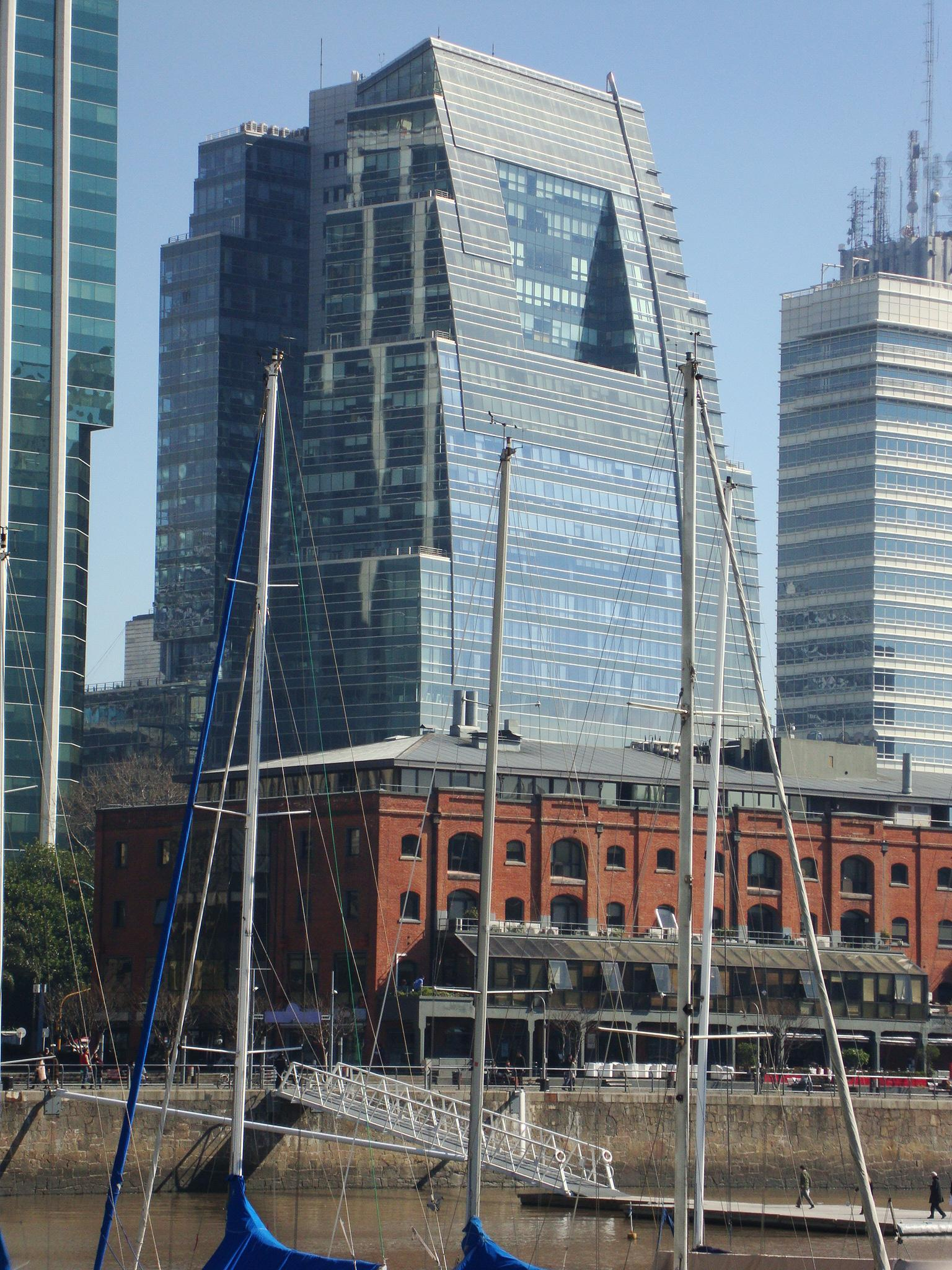
Штабквартира Techint у Буенос-Айресі

У 1980-х роках були реалізовані важливі проекти в Аргентині, Бразилії, Еквадорі та Мексиці, і компанія диверсифікувалася на нові сфери діяльності, будуючи перші ядерні споруди та офшорні платформи.
На початку 1990-х Techint придбав частку в провідному на той час виробнику сталі в Аргентині, державній компанії SOMISA. З тих пір значна частина основних виробничих потужностей Techint була зосереджена в нафто-сталевому коридорі Сан-Ніколас-Вілла Конституціоніон, де компанія займається виробництвом холоднокатаної сталі. У ці роки група Techint інвестувала в нафтогазові блоки в Аргентині через геологорозвідувальну і виробничу компанію Tecpetrol.
В Італії група Techint увійшла до сфери охорони здоров'я, побудувавши Instituto Clinico Humanitas (ICH), лікарню та медичний дослідницький інститут поблизу Мілана. Tenaris, компанія, в якій сьогодні згруповані всі виробничі та сервісні послуги у галузі сталевих труб, вийшла на біржу наприкінці 2002 року, котируючись на фондових біржах Буенос-Айреса, Мехіко та Мілана, а також її американські депозитарні цінні папери, котирувані на New Йоркська фондова біржа.
23 серпня 2005 року група Techint придбала 99,3 % мексиканського Hylsamex за 2,2 мільярда доларів США. У прес-релізі Techint повідомив, що мексиканський виробник сталі та попередні виробники сталі Siderar (Аргентина) та Sidor (Венесуела) перебуватимуть під новою дочірньою компанією під назвою Ternium зі штаб-квартирою в Люксембурзі.
30 квітня 2007 року Ternium, підрозділ Techint, оголосив, що уклав угоду, згідно з якою планує отримати контроль над Grupo IMSA, головним гравцем мексиканської металургійної галузі.
Рішення президента Венесуели Уго Чавеса націоналізувати Сідора стало наслідком низки промислових суперечок протягом попереднього року. Було домовлено про компенсацію близько 1,97 млрд. Доларів США за націоналізацію 60 % акцій Ternium у «Сидорі», причому перший утримав 10 % акцій компанії але в адміністрації Кіршнера в Аргентині виникли суперечки через повідомлення про відмову висловити заперечення. до націоналізації з президентом Чавесом.
Група Techint інвестувала 2,3 млрд. Дол. США у свої аргентинські операції з 2003 по 2008 рр., а виробництво сталі в місцевому підрозділі «Сідерка» зросло з 2,5 млн. Т у 2003 р. до 4,5 млн. У 2008 р.
У 2016 році група Techint увійшла до гірничодобувної галузі завдяки придбанню компанією Tenova кількох компаній, що працюють у цій галузі.
Сьогодні у Techint Group працює 51 200 постійних працівників.

## Відділи
- Tenaris: NYSE: TS Глобальний постачальник трубчастих виробів та послуг, що використовуються для буріння, добудови та видобутку нафти та газу, в технологічних та електростанціях, а також у спеціалізованих галузях промисловості та автомобілебудування. Серед компаній, що належать групі Techint через Tenaris, є: Dalmine (Італія), Siderca і Siat (Аргентина), Confab (Бразилія), Tamsa (Мексика), Algoma (Канада), Silcotub (Румунія), має виробничі потужності в США та спільне підприємство з компанією NKK (Японія), що володіє 51 % акцій NKK з 1999 року, що робить її першою японською металургійною компанією, яка володіє мажоритарною іноземною власністю. Загальний обсяг поставок сталевих труб у 2008 р. Перевищив 4,5 млн. Тонн.
- Ternium: Латиноамериканський постачальник плоских та довгих сталевих виробів, вироблений на трьох інтегрованих сталеливарних заводах, розташованих в Аргентині, Мексиці, США та Гватемалі, загальною потужністю майже 9 мільйонів тонн на рік.
- Techint Engineering & Construction: Група компаній, корінням яких є Італія та країни Латинської Америки, а також Близький Схід, Азія та Африка, спеціалізуються на проектуванні та будівництві трубопроводів, нафтогазових споруд, нафтохімічних заводів, електростанцій та ліній електропередач, гірничо-металургійні комплекси та інші інфраструктурні та цивільні проекти.
- Тенова (компанія): Дочірні компанії Тенової працюють на п'яти континентах, постачаючи установки прямого відновлення, заглиблені дугові печі, холоднокатані прокатні станції, лінії для обробки стрічок, валкові шліфувальні машини, автоматизовані валкові цехи, послуги машинобудування та EPCM, системи видобутку та обробки сипучих матеріалів (див .: Тенова Такраф), переробки корисних копалин та модульні установки, розчини твердих / рідких розчинів, печі та плавильні установки.
- Tecpetrol: активний у розвідці та видобутку нафти та газу в ряді країн Латинської Америки та США.
- Humanitas: керує деякими закладами охорони здоров'я.